# Fushë-Krujë
Fushë-Krujë é uma cidade e município (em albanês:  bashkia) da Albânia localizada no distrito de Krujë, prefeitura de Durrës.